# Kapellbrücke
Kapellbrücke (niem. most przy kaplicy) –  kryty most drewniany na rzece Reuss w Lucernie (Szwajcaria), symbol tego miasta. Jest to również najstarszy most drewniany w Europie. Ma 204 metry długości i biegnie ukośnie przez rzekę.

## Historia
Nazwa  mostu pochodzi od znajdującej się na prawym brzegu rzeki kaplicy św. Piotra. Nie znamy dokładnej daty budowy mostu Pierwsza wzmianka o jego istnieniu pojawiła się w 1347 roku, a informacja dopiero w 1367 roku. Na podstawie badań dendrochronologicznych (badanie wieku drzewa) belek i tarcicy określono, że most powstał najwcześniej w 1356 roku. Wieża wodna została postawiona przed rozpoczęciem budowy mostu. Pierwotnie most  miał 279 metrów. Kilkakrotnie był skracany. Powodem było zabudowywanie brzegów. W 1614 roku zawieszono na moście 158 trójkątnych malowideł. Część z nich została zniszczona po zawaleniu się  mostu podczas powodzi w 1741 roku.   
Wśród krokwi mostu znajduje się 112 trójkątnych malowideł, pochodzących z początku XVII wieku, a odrestaurowanych na początku wieku dwudziestego. Sławią one historię Lucerny i odwagę jej mieszkańców w walce o niepodległość Szwajcarii; ilustrują także żywoty świętych: Légera i Maurycego.

## Wieża Wodna
U jego południowego końca znajduje się, pokryta dachówką, ośmiokątna Wieża Wodna (Wasserturm), która wraz z samym mostem stanowiła część średniowiecznych umocnień. W swoim czasie wieża ta służyła jako więzienie, izba tortur czy skarbiec.
Pierwsza wzmianka pisemna o wieży pochodzi z 1367 roku. Nazwa wieża wodna pojawiła się po raz pierwszy w 1397 roku. Ma kształt ośmiokąta. Ceglane ściany mają około 20 metrów wysokości i obwód około 39 metrów. Ściany mają do trzech metrów grubości. Ich grubość zmniejsza się ku górze. Na górna kondygnację prowadzą kręcone schody. Wraz z dachem wieża ma 35 metrów wysokości. wewnątrz są cztery kondygnacje. Lochy służyły do XVIII wieku jako więzienie. Nie ma w nich okien ani drzwi. Dostępne są tylko przez otwór w podłodze z pomieszczenia ponad nimi. Lochy mają 5 i pół metra głębokości.  
Ponad lochami znajduje się pomieszczenie skarbca. Rolę ta pełniło dopiero od 1759 roku, wcześniej było salą przesłuchań i tortur. W latach 1401–1919 w wieży było przechowywane archiwum miejskie. W dawnym skarbcu od 1937 roku przez Artillerieverein Luzern (Stowarzyszenie Miłośników Artylerii) urządziło zbrojownię. Zwiedzanie wieży jest możliwe wyłącznie podczas wycieczek organizowanych przez Artillerieverein Luzern. 

## Pożar w 1993 roku i odbudowa
Większa część mostu i obrazów spłonęła w pożarze, który wybuchł w nocy z 17 na 18 listopada 1993 roku. Podczas pożaru na moście znajdowało się 111 trójkątnych malowideł. 86 z nich zostało częściowo lub całkowicie zniszczonych. Została również częściowo zniszczona wieża wodna, która była gaszona przy pomocy armatek wodnych. Różnica temperatur powodowała uszkodzenia pokrywającego ją piaskowca. Zaraz po pożarze naukowcy przystąpili do inwentaryzacji szczątków mostu opracowując plany odbudowy. Już w drugiej połowie listopada 1993 roku została wydana zgoda na jej rozpoczęcie. 10 lutego 1994 roku zawieszono wiechę symbolizującą zakończenie prac stolarskich. Odbudowa mostu, która kosztowała 3,4 miliona franków została zakończona 11 kwietnia 1994 roku. 14 kwietnia 1994 roku odbyła się uroczystość ponownego otwarcia mostu. Podczas odbudowy zainstalowano czujniki dymu, kamery dzięki którym policja monitoruje każda sekcję oraz zakazano palenia na terenie mostu. Obrazy zostały zabezpieczone specjalnym szkłem odpornym na wysokie temperatury.